# Karel Šváb
Karel Šváb (Praga, 13 de mayo de 1904-Praga, 3 de diciembre de 1952) fue un funcionario comunista checoslovaco y representante de la Seguridad del Estado. Después del golpe comunista, participó en la represión contra los opositores al régimen y especialmente en las purgas en el Partido Comunista. Su carrera alcanzó su punto máximo en 1950 cuando se convirtió en Subsecretario de Seguridad Nacional. Como parte de las purgas internas del partido, fue arrestado como uno de los acusados en el juicio Slánský, condenado a muerte y ejecutado.

## Biografía

### Juventud
Provenía de una familia de clase trabajadora. 
Se fueron a vivir a Alemania, seguido por el resto de la familia.  Aquí, Karel Šváb completó siete clases de escuela general, luego trabajó en una fábrica de municiones y en una mina. Se formó como mecánico. Al final de la Primera Guerra Mundial, en 1918, participó en las revueltas obreras de Renania.

### Los inicios de una carrera en el Partido Comunista
Regresó a Praga en 1919. Se unió a la socialdemocracia en el partido que pertenecía a los partidarios de la facción de izquierda (la llamada izquierda marxista). Después de la ruptura de la izquierda y la formación del Partido Comunista en 1921, se convirtió en miembro del mismo. Entre 1922 y 1931 trabajó en la administración de Ley Roja. Luego ocupó altos cargos en una organización deportiva comunista. Fue enviado a Moscú un año para estudiar en el Instituto Estatal de Educación Física. Desde 1935 hasta la ocupación alemana, trabajó en organizaciones que ayudaban a los refugiados alemanes del régimen nazi.

### Encarcelamiento en un campo de concentración
Poco después de la ocupación, el 25 de marzo de 1939, fue arrestado por la Gestapo. Fue encarcelado en Pankrác, Dresde, Berlín y, desde el 19 de diciembre de 1939, en Sachsenhausen. En el campo de concentración se convirtió en miembro de la administración penitenciaria. Los miembros del KPD ocupaban puestos importantes en el gobierno local, Šváb aseguró su conexión con los comunistas checos. A principios de 1944 fue ascendido al puesto de capataz en el taller metalúrgico, donde condujo a unos 150 prisioneros. Después de la marcha de la muerte de Sachsenhausen, fue liberado por el Ejército Rojo el 2 de mayo de 1945.
Después de su liberación algunos compañeros de prisión lo acusaron de comportamiento inapropiado durante su tiempo en la administración penitenciaria. Estas acusaciones no se investigaron más, ni afectaron su carrera posterior en el Partido Comunista después de la guerra.

### Carrera después de la liberación
Desde junio de 1945 Šváb trabajó en la secretaría del Partido Comunista. En 1946 se convirtió en el jefe del departamento de registros, creado por sugerencia de Rudolf Slánský. El departamento funcionó como un servicio de inteligencia en los partidos no comunistas del Frente Nacional y dirigió las actividades de los miembros secretos del Partido Comunista en sus filas. Prestó especial atención a la obtención de materiales comprometedores del período de ocupación nazi. Más tarde, Šváb también recibió el cargo de jefe del departamento de seguridad de la Secretaría del Comité Central del Partido Comunista de la República Checoslovaca. La importancia de su posición en el partido fue aumentando gradualmente. Recopiló información no solo sobre miembros del ejército, SNB y otros organismos estatales, sino también sobre funcionarios de KSČ. También ayudó a crear conexiones ilegales entre el Partido Comunista de la República Checa y las fuerzas de seguridad.
En la tarde del 25 de febrero de 1948, como funcionario del Comité Central del Partido Comunista de la República Checoslovaca, propuso "rociar ametralladoras" sobre una procesión de varios miles de estudiantes que se dirigían al Castillo de Praga para expresar su apoyo a la democracia y el presidente Edvard Beneš. Sin embargo, Josef Pavel no estuvo de acuerdo con tal procedimiento, por lo que los miembros del SNB dispersaron a los estudiantes en la calle Nerudova sin usar armas, solo un estudiante resultó herido en la pierna por un disparo de advertencia.
Después del golpe comunista de febrero de 1948 su poder siguió creciendo.  Durante 1949, participó en una investigación destinada a descubrir enemigos dentro del partido. Esto comenzó en Checoslovaquia y otros países del bloque soviético tras la detención del ministro húngaro László Rajk. A principios de septiembre de 1949, Klement Gottwald lo envió a Budapest para negociar sobre Rajk con el máximo representante húngaro, Rákosi. A finales de septiembre, Šváb fue nombrado jefe de un grupo especial de la Seguridad del Estado, que se suponía que debía realizar investigaciones dentro de la KSČ. No estaba subordinado al Ministerio del Interior, sino directamente a Gottwald y Slánské. Durante su tiempo en StB, Šváb fue responsable del uso de procedimientos ilegales, por ejemplo, provocación o tortura, y participó personalmente en interrogatorios utilizando la violencia.
Karel Šváb alcanzó la cima de su carrera el 5 de septiembre de 1950 cuando fue nombrado Viceministro de Seguridad Nacional. Sin embargo, ya en el otoño de 1950 la Comisión de Control del Partido acusó a los representantes de StB, incluido Šváb, de encubrir a los conspiradores en el caso Otto Šling. El hecho de que la investigación de su hermana Marie Švermová ya estuviera en marcha en el caso de Šling también dificultó las cosas para Šváb. Se fue de licencia en diciembre, fue arrestado el 16 de febrero de 1951 y expulsado del Partido Comunista el 4 de julio.

### El juicio Slánský
En el juicio farsa Šling y Švermová serían condenados como los personajes principales de una "conspiración antipartidista" con el objetivo de tomar el poder en el Partido Comunista y destituir a Gottwald y Slánský. En la primavera de 1951 el escenario del juicio cambió y Slánský fue identificado como el líder de la conspiración.
En el juicio Slánský, Šváb fue acusado de alta traición, condenado a muerte el 27 de noviembre de 1952 y ahorcado en Pankrác el 3 de diciembre de 1952. Sus últimas palabras antes de su ejecución fueron: "Viva la Unión Soviética, viva el Partido Comunista de Checoslovaquia"
Tras una revisión del caso por parte de comisiones de rehabilitación se demostró que las acusaciones eran absurdas y el 24 de mayo de 1963 el veredicto fue anulado por la Corte Suprema. Šváb fue rehabilitado civilmente el 12 de julio de 1963, se mantuvo vigente su expulsión del Partido Comunista por su participación en las prácticas ilegales del StB

## En la cultura
Sobre el proceso Slánský, el director Costa-Gavras rodó el film L'Aveu (La Confesión) basado en el homónimo libro de Artur London, uno de los supervivientes del proceso, cuyo guion escribió Jorge Semprún. La película, estrenada en 1970, levantó una gran polémica. En 2000, Zuzana Justman rodó el documental A Trial in Prague dedicado al juicio.